# Pencak silat na Igrzyskach Azjatyckich 2018
Pencak silat na Igrzyskach Azjatyckich 2018 – jedna z dyscyplin rozgrywana podczas igrzysk azjatyckich w Dżakarcie i Palembangu. Zawody odbyły się w dniach 23 – 29 sierpnia w Taman Mini Indonesia Indah w stolicy Indonezji. Do rywalizacji w szesnastu konkurencjach przystąpiło 201 zawodników z 16 państw.

## Uczestnicy
W zawodach wzięło udział 201 zawodników z 16 państw.
| Reprezentacja    | Liczba zawodników |
| ---------------- | ----------------- |
| Brunei           | 4                 |
| Filipiny         | 12                |
| Indie            | 22                |
| Indonezja        | 22                |
| Iran             | 9                 |
| Japonia          | 1                 |
| Kirgistan        | 15                |
| Laos             | 17                |
| Malezja          | 20                |
| Nepal            | 1                 |
| Pakistan         | 5                 |
| Singapur         | 17                |
| Tajlandia        | 22                |
| Timor Wschodni   | 5                 |
| Uzbekistan       | 11                |
| Wietnam          | 18                |
| 16 reprezentacji | 201               |

## Medaliści
| Konkurencja          | Złoto                                                                | Srebro                                                          | Brąz                                                          |           |
| Mężczyźni            | Mężczyźni                                                            | Mężczyźni                                                       | Mężczyźni                                                     | Mężczyźni |
| -------------------- | -------------------------------------------------------------------- | --------------------------------------------------------------- | ------------------------------------------------------------- | --------- |
| Zawody pojedyncze    | Sugianto                                                             | Ilyas Sadara                                                    | Al-Mohaidib Abad                                              | [ 3 ]     |
| Zawody podwójne      | Hendy Yola Primadona Jampil                                          | Lê Hoàng Quân Trần Đức Danh                                     | Mohd Taqiyuddin Hamid Muhammad Afifi Nordin                   | [ 4 ]     |
| Zawody drużynowe     | Indonezja · Anggi Faisal Mubarok · Nunu Nugraha · Asep Yuldan Sani   | Wietnam · Lưu Văn Nam · Nguyễn Xuân Thành · Vũ Tiến Dũng        | Tajlandia · Fadil Dama · Islamee Wani · Masofee Wani          | [ 5 ]     |
| Klasa B (50 – 55 kg) | Abdul Malik                                                          | Muhammad Faizul M Nasir                                         | Dines Dumaan                                                  | [ 6 ]     |
| Klasa B (50 – 55 kg) | Abdul Malik                                                          | Muhammad Faizul M Nasir                                         | Bo Thammavongsa                                               | [ 6 ]     |
| Klasa C (55 – 60 kg) | Hanifan Yudani Kusumah                                               | Nguyễn Thái Linh                                                | Mohamad Hazim Amzad                                           | [ 7 ]     |
| Klasa C (55 – 60 kg) | Hanifan Yudani Kusumah                                               | Nguyễn Thái Linh                                                | Adilan Chemaeng                                               | [ 7 ]     |
| Klasa D (60 – 65 kg) | Iqbal Candra Pratama                                                 | Nguyễn Ngọc Toàn                                                | Jefferson Rhey Loon                                           | [ 8 ]     |
| Klasa D (60 – 65 kg) | Iqbal Candra Pratama                                                 | Nguyễn Ngọc Toàn                                                | Abdumalik Salimov                                             | [ 8 ]     |
| Klasa E (65 – 70 kg) | Komang Harik Adi Putra                                               | Mohd Al-Jufferi Jamari                                          | Phạm Tuấn Anh                                                 | [ 9 ]     |
| Klasa E (65 – 70 kg) | Komang Harik Adi Putra                                               | Mohd Al-Jufferi Jamari                                          | Żołdoszbiek Akimkanow                                         | [ 9 ]     |
| Klasa F (70 – 75 kg) | Trần Đình Nam                                                        | Mohd Fauzi Khalid                                               | Amri Rusdana                                                  | [ 10 ]    |
| Klasa F (70 – 75 kg) | Trần Đình Nam                                                        | Mohd Fauzi Khalid                                               | Danijar Tokurow                                               | [ 10 ]    |
| Klasa I (85 – 90 kg) | Aji Bangkit Pamungkas                                                | Sheik Ferdous Sheik Alauddin                                    | Nguyễn Duy Tuyến                                              | [ 11 ]    |
| Klasa I (85 – 90 kg) | Aji Bangkit Pamungkas                                                | Sheik Ferdous Sheik Alauddin                                    | Muhammad Robial Sobri                                         | [ 11 ]    |
| Klasa J (90 – 95 kg) | Nguyễn Văn Trí                                                       | Mohd Khaizul Yaacob                                             | Tachin Pokjay                                                 | [ 12 ]    |
| Klasa J (90 – 95 kg) | Nguyễn Văn Trí                                                       | Mohd Khaizul Yaacob                                             | Sheik Farhan Sheik Alauddin                                   | [ 12 ]    |
| Kobiety              |                                                                      |                                                                 |                                                               |           |
| Zawody pojedyncze    | Puspa Arumsari                                                       | Nurzuhairah Mohammad Yazid                                      | Cherry May Regalado                                           | [ 13 ]    |
| Zawody podwójne      | Ni Made Dwiyanti Ayu Sidan Wilantari                                 | Saowanee Chanthamunee Oraya Choosuwan                           | Nur Syazreen A Malik Nor Hamizah Abu Hassan                   | [ 14 ]    |
| Zawody drużynowe     | Indonezja · Lufti Nurhasanah · Gina Tri Lestari · Pramudita Yuristya | Wietnam · Nguyễn Thị Huyền · Nguyễn Thị Thu Hà · Vương Thị Bình | Tajlandia · Ruhana Chearbuli · As Ma Jeh Ma · Yuweeta Samahoh | [ 15 ]    |
| Klasa B (50 – 55 kg) | Wewey Wita                                                           | Trần Thị Thêm                                                   | Nurul Shafiqah Mohd Saiful                                    | [ 16 ]    |
| Klasa B (50 – 55 kg) | Wewey Wita                                                           | Trần Thị Thêm                                                   | Olathai Sounthavong                                           | [ 16 ]    |
| Klasa C (55 – 60 kg) | Sarah Tria Monita                                                    | Nong Oy Vongphakdy                                              | Hoàng Thị Loan                                                | [ 17 ]    |
| Klasa C (55 – 60 kg) | Sarah Tria Monita                                                    | Nong Oy Vongphakdy                                              | Siti Khadijah Mohd Shahrem                                    | [ 17 ]    |
| Klasa D (60 – 65 kg) | Pipiet Kamelia                                                       | Nguyễn Thị Cẩm Nhi                                              | Tahmineh Karbalaei Sadeghi                                    | [ 18 ]    |
| Klasa D (60 – 65 kg) | Pipiet Kamelia                                                       | Nguyễn Thị Cẩm Nhi                                              | Janejira Wankrue                                              | [ 18 ]    |

## Tabela medalowa
| Pozycja | Reprezentacja | Złoto | Srebro | Brąz | Razem |
| ------- | ------------- | ----- | ------ | ---- | ----- |
| 1.      | Indonezja     | 14    | 0      | 1    | 15    |
| 2.      | Wietnam       | 2     | 7      | 3    | 12    |
| 3.      | Malezja       | 0     | 4      | 4    | 8     |
| 4.      | Tajlandia     | 0     | 2      | 5    | 7     |
| 5.      | Singapur      | 0     | 2      | 3    | 5     |
| 6.      | Laos          | 0     | 1      | 2    | 3     |
| 7.      | Filipiny      | 0     | 0      | 4    | 4     |
| 8.      | Kirgistan     | 0     | 0      | 2    | 2     |
| 9.      | Iran          | 0     | 0      | 1    | 1     |
| 9.      | Uzbekistan    | 0     | 0      | 1    | 1     |
| Razem   | Razem         | 16    | 16     | 26   | 58    |